# مستعر الذبابة 2018
مستعر الذبابة 2018 (المعروف سابقاً بالتسمية PNV J11261220-6531086) هو مستعر ساطع من القدر 7.0. في كوكبة الذبابة الجنوبية تم اكتشافه في 14 يناير 2018 من قبل روب كوفمان وهو فلكي هاوي من بلدة برايت التابعة لولاية فيكتوريا الأسترالية .